# راؤول ليوني
راؤول ليوني أوتيرو (بالإسبانية: Raúl Leoni Otero)‏ ـ (26 أبريل 1905 ـ 5 يوليو 1972) هو رئيس فنزويلا في الفترة من 13 مارس 1964 إلى 11 مارس 1969، خلفًا للرئيس رومولو بيتانكور. ينتمي إلى ما سمي بجيل 1928، وهو أول وزير عمل في تاريخ فنزويلا (بين عامي 1945 و1948). خلفه في رئاسة الجمهورية رفائيل كالديرا.
توفي سنة 1972 في مركز كورنل الطبي بمدينة نيويورك، عن عمر ناهز السابعة والستين.

## روابط خارجية
- راؤول ليوني على موقع الموسوعة البريطانية (الإنجليزية)
- راؤول ليوني على موقع مونزينجر (الألمانية)